# منتخب المكسيك لكرة قدم الصالات
منتخب المكسيك لكرة قدم الصالات (بالإسبانية: Selección de fútbol sala de México)‏ هو ممثل المكسيك الرسمي في المنافسات الدولية في كرة الصالات .

## وصلات خارجية
- الموقع الرسمي